# Palicourea coriacea
Palicourea coriacea là một loài thực vật có hoa trong họ Thiến thảo. Loài này được (Cham.) K.Schum. mô tả khoa học đầu tiên năm 1891.